# Società Porto Industriale di Venezia
La Società Porto Industriale di Venezia era una Società anonima che sviluppò la realizzazione di Porto Marghera, a Venezia.

## Storia
Venne fondata dal conte Giuseppe Volpi di Misurata il 12 giugno 1917 con un capitale di £ 6.000.000, suddiviso in 1.000 azioni da £ 6.000 cadauna. Oltre a Volpi, già presidente della SADE, erano soci, assieme ad altri, dell'impresa l'imprenditori Giovanni Stucky, e il senatore conte Nicolò Papadopoli Aldobrandini.
La società nasceva da un precedente Sindacato di studi per imprese elettro-metallurgiche e navali nel porto di Venezia costituito il 1º febbraio dello stesso anno per presentare il progetto di un nuovo porto industriale per Venezia, sviluppato dall'ingegner Enrico Coen Cagli e poi approvato dal Consiglio Superiore dei Lavori Pubblici il 15 maggio. Il 26 luglio il Decreto Luogotenenziale n. 1191, poi convertito in legge il 22 ottobre, autorizzò la costruzione del nuovo porto, espropriando al contempo un quarto del territorio del comune di Mestre per la realizzazione dello stesso.
I lavori iniziarono nel 1919 e nel 1922 poterono essere installate le prime attività industriali. Nel 1924 venne inaugurato il primo troncone del canale industriale ovest.
Nel 1930 la presidenza della società passò al conte Vittorio Cini.